# Plaça Roja (Badalona)
La plaça Roja és un espai públic de la ciutat de Badalona, situada al barri de Sant Roc. Construïda a inicis de la dècada del 1980, es troba a l'illa formada per les avingudes del Maresme i del Marquès de Mont-roig i el carrer de Jerez de Frontera, a més d'anar-hi a parar el carrer de Vélez Blanco. La plaça i el darrer carrer comparteixen el paviment de color vermell.
Té un important valor artístic, atès que s'hi poden trobar dues obres d'art contemporani: un paviment de Joan-Josep Tharrats, i una escultura de Francesc Fornells-Pla.

## Descripció
La plaça, situada en una illa urbana circumscrita per les avingudes del Maresme i del Marquès de Mont-roig i el carrer de Jerez de Frontera. Mesura 9.000 m² aproximadament. D'aquests, 3.546 m² corresponen al paviment de formigó amb un característic color vermell. El paviment no només és present a la plaça, sinó també al carrer de Vélez Blanco, que hi comunica i, per tant, té continuïtat a través d'un altre espai urbà.
L'espai construït està fet a base de formes arrodonides i disposa de diverses zones verdes i arbrat, que consisteix en freixes, lledoners i sòfores, mobiliari urbà com bancs de fusta i formigó, una àrea de jocs infantils, una font i una àrea per a gossos.

### Obres artístiques
A la plaça destaquen dues obres artístiques contemporànies d'avantguarda:
1. Un mosaic de Joan-Josep Tharrats, d'inspiració gaudiniana i molt semblant al dels Jardins del Mirador de l'Alcalde de Barcelona, confeccionat a base de còdols i materials reciclats procedents de mobiliari urbà, que té continuïtat amb altres petits mosaics repartits per la plaça.[4]
2. Una escultura de Francesc Fornells-Pla, de 1981, titulada La papallona. Consta de diverses peces de metall i vidre que es poden moure una mica, fet que fa que recordin les ales d'una papallona.[4]

## Història
La plaça va ser projectada i construïda entre 1980 i 1983, en el marc del primer ajuntament democràtic de Badalona, encapçalat per l'alcalde Màrius Díaz i Bielsa, del Partit Socialista Unificat de Catalunya. La voluntat del consistori amb aquesta obres, i altres, era dignificar l'espai públic del barri dotar-lo de places i zones verdes. A més, en aquest espai en concret, el govern municipal va decidir instal·lar dues obres d'art contemporani, que representessin un model d'obertura cultural.
El seu nom recorda a la plaça Roja de Moscou. El nom va ser adoptat de manera oficial per l'Ajuntament de Badalona el 27 de febrer de 1987, després d'una proposta dels veïns arran d'una votació durant una festa popular celebrada al barri.
Amb el pas dels anys l'espai es va degradar, i el 2018 es van dur a terme obres de remodelació i restauració promogudes pel consistori i l'Àrea Metropolitana de Barcelona. Les obres van durar deu mesos, van començar el gener i van acabar l'octubre de 2018. A banda de renovar tota la plaça, restaurant-ne el paviment vermell i canviant el mobiliari, entre altres elements, es van restaurar les obres artístiques de Tharrats i Fornells-Pla, que es trobava en molt mal estat de conservació, la restauració de les quals van anar a càrrec de Mercè Marquès. La plaça va ser reinaugurada el 13 d'octubre per l'alcalde Àlex Pastor i es van dur a terme diverses activitats populars per als veïns.